# Сперматозоїд

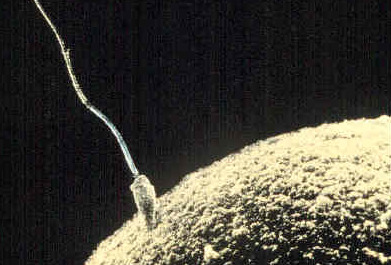
Сперматозоїд запліднює яйцеклітину

Сперматозоїд (від дав.-гр. σπέρμα, р.в. дав.-гр. σπέρματος — насіння, дав.-гр. ζωή — життя і дав.-гр. εἴδος — вид)  — чоловіча гамета, зазвичай рухома, тваринних та рослинних організмів. Рух сперматозоїда відбувається переважно за допомогою джгутика або амебоїдно (наприклад, деякі ракоподібні).
Довжина сперматозоїда у більшості організмів становить від 10 мкм до 80 мкм. Середня довжина сперматозоїда людини — 55 мкм. Головка при цьому складає ~5 мкм в довжину, ~3,5 мкм в ширину та ~2,5 мкм у висоту, тіло та хвостик — відповідно ~4,5 та ~45 мкм в довжину.
Застосовується термін щодо видів, у яких статевим процесом є оогамія. Процес розвитку сперматозоїдів називається сперматогенезом. Сперматозоїди рослин називають антерозоїдами або сперміями.

## Сперматозоїди рослин

### Будова
Оскільки запліднення проходить не у рідкому середовищі, у більшості покритонасінних спермії позбавлені джгутиків та не здатні до активного руху. Сперматозоїд, що має два чи багато джгутиків є у деяких грибів, бурих та зелених водоростей, плаунів, хвощів, папоротей, мохів та деяких голонасінних. Власне сперматозоїди мають дрібні розміри та позбавлені целюлозної оболонки (за винятком Сагових, у яких вони досягають до 300 мкм у діаметрі), морфологічно різняться від тваринних сперматозоїдів. В цілому джгутиконосний сперматозоїд має наступну будову: головка, проміжна частина та хвіст. Ядро велике, кількість цитоплазми невелика. Джгутик може бути різної довжини та з виростами (ретронемами або мастигонемами) чи без них, займати переднє, заднє або обидва положення.

### Сперматогенез
Утворення та дозрівання сперматозоїдів у рослин відбувається у спеціалізованих органах — антеридіях. У водоростей (окрім Харових), наприклад, ці органи є одноклітинними. У Червоних водоростей, наприклад, спермацій, що позбавлений джгутика, утворюється у сперматангії.

### Запліднення
Запліднення у деяких голонасінних рослин та водоростей відбувається у водному середовищі. При цьому жіноча статева клітина виділяє певні хімічні речовини, що принаджують спермації.

## Сперматозоїди тварин

### Будова

Будова сперматозоїда

У більшості організмів довжина сперматозоїда становить від 10 мкм до 800 мкм, у деяких ракоподібних може досягати й 8000 мкм [джерело?]. Найбільші за розміром серед усіх живих організмів сперматозоїди мають дрозофіли. Так, у Drosophila bifurca довжина сперматозоїдів досягає 5,8 см, що у 20 разів перевищує довжину тіла самих комах.
Сперматозоїди у тварин містяться у біологічній рідині, що називається спермою. Типовий тваринний сперматозоїд складається з головки, шийки, тіла (або проміжної частини) та хвоста.
Головка містить гаплоїдне ядро, що містить спадкову інформацію, при цьому під час сперматогенезу гістони, зв'язані з ДНК, заміщуються на протаміни, акросома (спереду від ядра та зразу під плазматичною мембраною), яка містить ферменти для руйнування оболонки яйцеклітини. У шийці знаходиться базальне тіло джгутика, має мітохондрії. Тіло сформоване так званою мітохондріальною спіраллю — комплексом, який складають мітохондрії, хвіст безпосередньо сформований щільними білковими фібрилами та фібрилярним футляром. У комах головка сперматозоїда сильно видовжена, іноді спірально закручена та без помітного виділення тіла переходить у довгий хвіст (джгутик). Переважно цей хвіст займає заднє положення.

### Сперматогенез
У людини та вищих хребетних тварин утворення чоловічих гамет здійснюється у чоловічій статевій залозі — яєчку (у звивистих сім'яних канальцях) та включає 4 послідовні фази: розмноження, ріст, дозрівання та формування. Процес утворення одного сперматозоїда у людини триває приблизно 74 доби.
- Розмноження проходить шляхом ряду мейотичних поділів, після якого майбутня гамета (сперматида) отримує гаплоїдний набір хромосом;
- Ріст, дозрівання та формування проходить в епітелії звивистих сім'яних канальців.

### Запліднення
Після введення сперматозоїдів до статевих шляхів самиці, вони можуть рухатись, використовуючи джгутик, зі швидкістю до 3-4 мм за хвилину.
Для запліднення яйцеклітини достатньо однієї чоловічої гамети (моноспермія). Разом з тим можливі випадки одночасного запліднення кількома гаметами (поліспермія), наприклад, у птахів. Після проникнення головки сперматозоїда відбувається блокування оболонки яйцеклітини до проникнення інших чоловічих гамет.
У людини приблизно через 1-2 години після статевого акту з еякуляцією перші сперматозоїди досягають ампулярної частини фаллопієвої труби (тієї частини, де відбувається запліднення).
Перебувати та зберігати здатність до запліднення у статевих шляхах самки сперматозоїди можуть від 2 до 7 діб[джерело?].

### Людини
Сперматозоїд Homo sapiens — це маленька репродуктивна клітина, що виробляється самцями, і може виживати лише в теплих умовах; після виходу з організму вона починає деградувати, що знижує загальну якість сперми. Сперматозоїди зазвичай бувають двох типів: «жіночі» та «чоловічі», названі так за статтю зиготи, яка утворюється після їх злиття з яйцеклітиною. Сперматозоїди, що дають жіночу (каріотип XX) потомство, несуть X-хромосому, тоді як сперматозоїди, що дають чоловіче (XY) потомство, несуть Y-хромосому. Помилки мейозу можуть призвести до утворення сперматозоїдів із різними наборами статевих хромосом, або їх повною відсутністю (моносомія, позначена як "0"), або в множині (трисомія), наприклад, "XX", "XY", тощо. 
Сперматозоїд людини складається з плоскої, дискообразної голівки приблизно 5,1 на 3,1 мкм (0,20 на 0,12 міла), і хвоста, відомого як джгутик 50 мкм (2,0 міла) завдовжки. Джгутик рухає сперматозоїд зі швидкістю приблизно від 1 до 3 міліметри на хвилину (0,66 до 1,97 міла на секунду). Сперматозоїди мають ольфакторний механізм наведення, і після досягнення фаллопієвих труб повинні пройти період капацитації перед проникненням у яйцеклітину.
Голівка: Містить компактне ядро лише з хроматиновою речовиною і оточене тонким шаром цитоплазми. Над ядром розташована шапкоподібна структура, що називається акросома, утворена модифікацією апарату Гольджі, яка виділяє фермент спермлізин (гіалуронідаза, фермент проникнення корони, зона-лізин або акрозин), необхідний для запліднення. Коли сперматозоїд наближається до яйцеклітини, відбувається акросомна реакція, під час якої мембрана, що оточує акросому, зливається з плазматичною мембраною голівки сперматозоїда, оголюючи вміст акросоми.
Шийка: Найменша частина, 0,03 мкм (0,0012 міла) завдовжки, з проксимальним центріолем, паралельним до основи ядра, перпендикулярним до дистального центріоля. Проксимальний центріоль зберігається у зрілому сперматозоїді; дистальний центріоль зникає після складання аксонеми. Проксимальний центріоль потрапляє в яйцеклітину, яка не має центріолі, і запускає перше дроблення зиготи, що утворюється. Дистальний центріоль дає початок осьовій нитці, яка формує хвіст і має розташування (9+2). Тимчасова мембрана, що називається маншеткою, розташована в середній частині.
Середня частина: Містить 10–14 спіралей мітохондрій, що оточують осьову нитку в цитоплазмі. Забезпечує рухливість, тому називається енергетичним центром сперматозоїда. Також має кільцевий центріоль (анулус), який формує дифузійний бар'єр між середньою частиною та основною частиною і служить стабілізуючою структурою для жорсткості хвоста.
Хвіст: Джгутик є найдовшою частиною, приблизно 50 мкм (0,050 мм), складається з осьової нитки, оточеної цитоплазмою та плазматичною мембраною, але на задньому кінці осьова нитка оголена. Джгутик забезпечує рух клітини.
Насінна рідина має лужну природу, і сперматозоїди не досягають повної рухливості (гіпермотильності), поки не потраплять у піхву, де лужний pH нейтралізується кислими вагінальними рідинами. Цей поступовий процес займає 20–30 хвилин. Протягом цього періоду фібриноген із насінних пухирців утворює згусток, який захищає сперматозоїди. Щойно вони стають гіпермотильними, фібринолізин із простати розчиняє згусток, дозволяючи сперматозоїдам оптимально просуватися.
Сперматозоїд характеризується мінімальною кількістю цитоплазми та найщільніше упакованою ДНК серед еукаріот. Порівняно з мітотичними хромосомами в соматичних клітинах, ДНК сперматозоїда щонайменше в шість разів щільніше конденсована.

Сперматозоїд вносить ДНК/хроматин, центріоль, а можливо, також фактор активації яйцеклітини (OAF). Він також може вносити батьківську матричну РНК (мРНК), що сприяє ембріональному розвитку. 

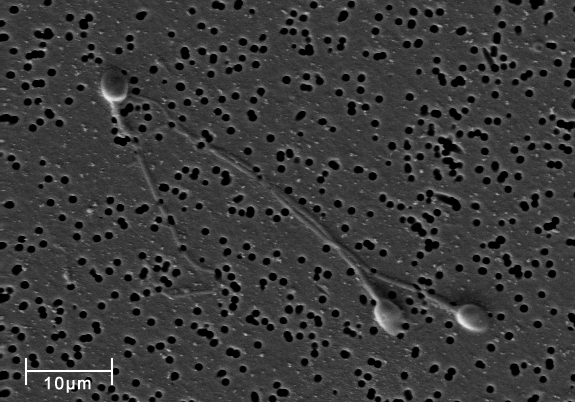
Розміри голівки сперматозоїда людини, виміряні у 39-річного здорового суб'єкта.

 Сперматозоїд людини містить щонайменше 7500 різних білків.
Генетика сперматозоїдів людини пов'язана з еволюцією людини, згідно з дослідженням 2020 року.
У людей частота рекомбінації відрізняється між материнською та батьківською ДНК:
Материнська ДНК: Рекомбінує приблизно 42 рази в середньому.
Батьківська ДНК: Рекомбінує приблизно 27 разів в середньому.

#### Пошкодження та репарація ДНК
Пошкодження ДНК, присутні в сперматозоїдах у період після мейозу, але до запліднення, можуть бути виправлені в заплідненій яйцеклітині, але якщо вони не виправлені, можуть мати серйозні шкідливі наслідки для фертильності та розвитку ембріона. Сперматозоїди людини особливо вразливі до атак вільних радикалів і утворення окислювальних пошкоджень ДНК. (див., наприклад, 8-Оксо-2'-дезоксигуанозин)
Вплив який мають на чоловіків певні фактори способу життя, навколишнього середовища чи професійні небезпеки може підвищити ризик виникнення анеуплоїдних сперматозоїдів. Зокрема, ризик анеуплоїдії зростає через куріння тютюну, а також професійний вплив бензолу, інсектицидів, та перфторованих сполук. Збільшена анеуплоїдія сперматозоїдів часто супроводжується підвищеним пошкодженням ДНК. Фрагментація ДНК та підвищена чутливість ДНК in situ до денатурації, що є ознаками, подібними до тих, які спостерігаються під час апоптозу соматичних клітин, характеризують аномальні сперматозоїди в випадках чоловічого безпліддя.
Хоча вважалося, що репарація ДНК неможлива в сперматозоїдах людини через високий рівень компактизації ДНК у цих клітинах, сперматозоїди людини мають скорочений шлях репарації шляхом вирізання основи, який опосередковується 8-оксогуанін ДНК глікозилазою 1 (OGG1). Таким чином, зрілі сперматозоїди мають обмежену здатність до репарації ДНК у відповідь на оксидативний стрес.

#### Уникнення імунної відповіді
Молекули глікопротеїнів на поверхні еякульованих сперматозоїдів розпізнаються всіма жіночими імунними системами людини і інтерпретуються як сигнал, що клітину не слід відторгати. В іншому випадку жіноча імунна система могла б атакувати сперматозоїди в репродуктивному тракті. Специфічні глікопротеїни, що покривають сперматозоїди, також використовуються деякими раковими та бактеріальними клітинами, деякими паразитичними червами та ВІЛ-інфікованими лейкоцитами, що дозволяє уникнути імунної відповіді від організму-хазяїна.